# Ergela Zobnatica
Ergela Zobnatica je ergela u Bačkoj.
Nalazi se u Zobnatici, sjeverno od Topolja, s lijeve strane ceste Topolje - Žednik. Sjeverno je Mali Beograd, a zapadno je rječica Krivaja odnosno akumulacijsko jezero Zobnatica. Na južnom dijelu ergele nalazi se hipodrom.
Otvorena je 1779. godine. Bila je prva veća ergela u Bačkoj. Otvorio ju je veleposjednik iz plemenitaške obitelji bačkih Hrvata, Ilija Vojnić od Bajše.

## Vanjske poveznice
- Konji u ergeli  Arhivirana inačica izvorne stranice od 14. listopada 2016. (Wayback Machine)
- Kip bijelog konja  Arhivirana inačica izvorne stranice od 29. srpnja 2013. (Wayback Machine)
- Kip crnog konja  Arhivirana inačica izvorne stranice od 16. listopada 2016. (Wayback Machine)
- Konji  Arhivirana inačica izvorne stranice od 14. listopada 2016. (Wayback Machine)